# Peso Pluma
 (mai 2024).
La mise en forme du texte ne suit pas les recommandations de Wikipédia : il faut le « wikifier ».
Les points d'amélioration suivants sont les cas les plus fréquents. Le détail des points à revoir est peut-être précisé sur la page de discussion.
- Les titres sont pré-formatés par le logiciel. Ils ne sont ni en capitales, ni en gras.
- Le texte ne doit pas être écrit en capitales (les noms de famille non plus), ni en gras, ni en italique, ni en « petit »…
- Le gras n'est utilisé que pour surligner le titre de l'article dans l'introduction, une seule fois.
- L'italique est rarement utilisé : mots en langue étrangère, titres d'œuvres, noms de bateaux, etc.
- Les citations ne sont pas en italique mais en corps de texte normal. Elles sont entourées par des guillemets français : « et ».
- Les listes à puces sont à éviter, des paragraphes rédigés étant largement préférés. Les tableaux sont à réserver à la présentation de données structurées (résultats, etc.).
- Les appels de note de bas de page (petits chiffres en exposant, introduits par l'outil «  Source ») sont à placer entre la fin de phrase et le point final[comme ça].
- Les liens internes (vers d'autres articles de Wikipédia) sont à choisir avec parcimonie. Créez des liens vers des articles approfondissant le sujet. Les termes génériques sans rapport avec le sujet sont à éviter, ainsi que les répétitions de liens vers un même terme.
- Les liens externes sont à placer uniquement dans une section « Liens externes », à la fin de l'article. Ces liens sont à choisir avec parcimonie suivant les règles définies. Si un lien sert de source à l'article, son insertion dans le texte est à faire par les notes de bas de page.
- La présentation des références doit suivre les conventions bibliographiques. Il est recommandé d'utiliser les modèles {{Ouvrage}}, {{Chapitre}}, {{Article}}, {{Lien web}} et/ou {{Bibliographie}}. Le mode d'édition visuel peut mettre en forme automatiquement les références.
- Insérer une infobox (cadre d'informations à droite) n'est pas obligatoire pour parachever la mise en page.

Pour une aide détaillée, merci de consulter Aide:Wikification.
Si vous pensez que ces points ont été résolus, vous pouvez retirer ce bandeau et améliorer la mise en forme d'un autre article.
Hassan Emilio Kabande Laija (Zapopan, Jalisco; 15 juin de 1999), connu sous le nom de Peso Pluma, est un chanteur et auteur-compositeur mexicain. Il se spécialise dans les genres de corridos tumbados, reguetón et trap latino américaine,.
Sa renommée internationale a commencé en 2022, après avoir collaboré avec des chanteurs tels que Luis R. Conriquez, Natanael Cano et Eslabón Armado. Son style musical se caractérise par une touche acoustique avec des influences de la musique urbaine, comme le trap, mélangé au son des corridos mexicains. Son premier album studio "Ah y qué ?" est sorti en 2020 et le second "Efectos secundarios" est sorti en 2021. Parmi ses succès figurent El Belicón, Siempre pendientes, PRC, Por las noches, AMG, Ella baila sola et La bebé (Remix). Grâce à sa célébrité, il a également réussi à collaborer avec des artistes au succès international tels que Becky G, Nicki Nicole, Marshmello, Eladio Carrión, Bizarrap et Karol G.
En mars 2023, le chanteur est devenu l'artiste le plus écouté sur Spotify au Mexique. En avril, sa chanson « Ella baila sola » a atteint la quatrième place du Billboard Hot 100, la plus haute position pour un artiste mexicain aux États-Unis. En juillet, il est devenu le Mexicain ayant le plus d'entrées dans le classement, avec vingt chansons au total. Son troisième album studio, Génesis (2023), a débuté à la troisième place du Billboard 200, l'album de ce genre le mieux classé par un artiste mexicain dans l'histoire. En 2025, Pluma apparaît sur une chanson de l'album Bully du rappeur américain Kanye West.

## Biographie et carrière

### Jeunesse
Hassan Emilio Kabande Laija est né le 15 juin 1999 à Zapopan, Jalisco, Mexique,. Sa famille maternelle est originaire de Badiraguato, Sinaloa, et sa famille paternelle est originaire de Guadalajara et d'origine libanaise,,. Il a grandi à Guadalajara et a commencé à jouer de la guitare à l'âge de 15 ans en regardant des vidéos sur YouTube,. Hassan a commencé à écrire des chansons dans un journal, avouant avoir été ridiculisé par ses camarades de classe. En décrivant son approche initiale de l'écriture de chansons, il explique comment cela est devenu sa thérapie : « C'est là que j'ai écrit ce que je ressentais, puis je me suis rendu compte que certaines choses rimaient. J'ai continué à m'entraîner et je me suis amélioré avec le temps ».
Hassan a étudié au collège à San Antonio, au Texas, où il a appris l'anglais au sein de la communauté mexicaine locale. C'est à cette époque qu'il a réalisé son potentiel en tant que musicien. Peso Pluma, son nom de scène, provient d'une conversation qu'il a eue avec le boxeur Marco Antonio Barrera,. Ce dernier avait remarqué la minceur du musicien, qui présentait les caractéristiques physiques de ceux qui concourent dans la catégorie des poids plume,.